# Puente de los Peregrinos (Canfranc)
El puente de los Peregrinos, también conocido como puente de Abajo, puente del Cementerio o históricamente como pon Nou (en el desaparecido dialecto canfranqués) es un puente sobre el río Aragón, situado en el municipio de Canfranc, provincia de Huesca (España).
Se trata de un puente de origen medieval, probablemente del siglo XII aunque su fábrica actual mayormente data de finales del siglo XVI y principios del XVII.
Este puente está vinculado históricamente al Camino de Santiago y debido a ello fue incluido en 2014 como parte del catálogo de bienes individuales inscritos en el Patrimonio de la Humanidad dentro del sitio conocido como Caminos de Santiago en España. 

## Ubicación
El puente se ubica al sur del núcleo de Canfranc Pueblo. Siguiendo el Camino de Santiago el puente se encuentra aproximadamente a 1 km de distancia del pueblo, en las proximidades del cementerio. Permite cruzar en este punto el río Aragón, aguas abajo del pueblo de Canfranc. Varias de las denominaciones populares que recibe el puente, como puente de Abajo o puente del Cementerio se deben a su ubicación.

## Descripción[1]
Se trata de un puente de un solo ojo, en arco de medio punto rebajado. Tiene el tablero dispuesto en lomo de asno y pretil de piedra. La rosca del arco y una parte de los estribos fueron realizados en sillería y el resto del puente en mampostería de diversos tamaños.
En uno de los estribos, junto al arranque del arco del puente, hay un pequeño arco cegado, también en arco de medio punto rebajado, que puede corresponder a un aliviadero, que fue inutilizado en un momento desconocido. El estribo opuesto se prolonga, en el lado que mira hacia aguas arriba, por un murete triangular en forma de espolón, como protección. Aguas arriba del puente hay dos muros de sillería dispuestos en diagonal, para encauzar el agua y proteger la obra.

## Historia[1]
Se sabe que existía ya en el siglo XII, vinculado con el Camino de Santiago, es muy probable que en este punto hubiese anteriormente un puente romano o pasarela del que no ha quedado registro cerca del emplazamiento actual del puente medieval. Desde el siglo XV, la villa de Canfranc tenía el "derecho de Rota y Porta", sus habitantes debían vigilar y defender el camino, además de adecuarlo y mantenerlo despejado de nieve en invierno, a cambio tenían el derecho a cobrar un peaje de dinero por el paso a caballo por este puente. Este derecho se ejercía desde el día de apertura del puerto de Somport hasta la festividad de la Santa Cruz en mayo. La recaudación se destinaba al pago de las reparaciones en el puente y a la conservación del camino real a Francia. El puente era conocido antiguamente como Puente de Abajo, tal y como se recoge en un documento conservado de 1553. Dicho documento estipulaba que el puente de Canfranc debía utilizarse como modelo del nuevo puente de Vilanúa. 
En 1599 el puente medieval original fue parcialmente destruido por una avenida del río Aragón y el concejo de Canfranc contrató al cantero bearnés Ramón d'Argelas para su reconstrucción. El puente actual es en gran medida fruto de esta reconstrucción, aunque se conservaron algunos elementos que pudieron pertenecer al puente medieval. El cantero firmó la obra con una inscripción en el pretil izquierdo, un pequeño escudo con barras y cruz, acompañado del texto "RAMON ME FECIC AÑO 1599". Unos pocos años más tarde, en 1610, el concejo de Canfranc volvió a firmar un contrato con dos canteros (Pedro Alartes y Juan de San Martín) para realizar una nueva obra en el puente, pero por la cuantía del contrato, se cree que fue una reforma de menor envergadura, posiblemente la protección del estribo de la orilla derecha
En 2002 se realizó la última restauración del puente.